# Diego Colotto
Diego Daniel Colotto (Río Cuarto, 10 maart 1981) is een Argentijns voormalig voetballer die doorgaans speelde als centrale verdediger. Tussen 2001 en 2018 speelde hij voor Estudiantes, Tecos, Atlas Guadalajara, Deportivo La Coruña, Espanyol, Pune City, Lanús en Quilmes.

## Clubcarrière
Colotto debuteerde in het betaald voetbal in het shirt van Estudiantes, toen hij daarmee op 16 februari 2001 met 1–1 gelijkspeelde tegen Vélez Sarsfield. Hij dwong een basisplaats af en speelde meer dan honderd wedstrijden voor de club. In december 2004 verkaste Colotto naar Tecos in Mexico en bijna drie jaar later werd Atlas Guadalajara zijn nieuwe werkgever. Op 30 augustus 2008 vertrok Colotto naar Europa, toen hij aangetrokken werd door Deportivo La Coruña. Voor die club speelde hij meer dan honderd wedstrijden, voordat hij in 2012 de overstap maakte naar RCD Espanyol. In zijn laatste seizoen bij Coruña, waarin hij 36 competitieduels speelde, dwong hij met de club promotie af naar de Primera División; in het voorafgaande seizoen was de club gedegradeerd. Via Pune City kwam hij in januari 2016 bij Lanús terecht. Na een half jaar verliep zijn verbintenis en Colotto verliet de club zo transfervrij. Binnen een week na zijn vertrek bij Lanús tekende de verdediger voor Quilmes. In 2018 zette hij een punt achter zijn actieve loopbaan.

## Erelijst
| Segunda División A | 1 | 2011/12 |